# Erich Frodermann
Erich Frodermann (* 10. März 1912 in Bad Oeynhausen; † 27. November 1981) war ein deutscher Feuerwerker.

## Werdegang
Frodermann absolvierte nach dem Abitur zunächst ein Maschinenbaupraktikum und ab 1932 an der Feuerwerkerschule der Reichswehr in Berlin-Lichterfelde eine Ausbildung als Feuerwerker. Nach dem Ingenieur-Examen ging er zur Luftwaffe nach Bayern. 1938 wurde er an die Feuerwerkerschule nach Halle (Saale) versetzt. Mit den ersten Angriffen der britischen Luftwaffe während des Zweiten Weltkriegs wurde er als einer der Ersten zur Entschärfung von Blindgängern eingeteilt. Er wurde Führer eines Sprengkommandos und bildete andere Feuerwerker aus. Gegen Kriegsende geriet er in sowjetische Gefangenschaft, aus der er 1949 heimkehrte.
In Bayern schloss er sich der Abteilung für Kampfmittelbeseitigung im bayerischen Innenministerium an und wurde für den Dienst im Großraum Nürnberg eingeteilt. Nach der Entschärfung der Hummelsteiner Bombe, einer 10-Zentner-Luftmine, deren Entschärfung im Sommer 1951 die Stadt Nürnberg zwei Tage lang in Atem gehalten hatte, wurde er im Oktober 1951 als zweite Person mit dem kurz zuvor neu geschaffenen Bundesverdienstkreuz ausgezeichnet. Zwei Jahre später, im September 1953, glückte ihm die Entschärfung einer 40-Zentner-Luftmine, die bei Bauarbeiten unterhalb der Nürnberger Burg gefunden worden war, der bis dahin größte Blindgänger des Krieges.
1956 ging er nach Nordrhein-Westfalen, im Sommer 1958 wurde er nach Hamburg gerufen, wo Schaufelbagger in der Elbe zahlreiche britische und amerikanische Bomben zutage förderten. 1962 wurde er in Nachfolge von Walter Merz Leiter der Abteilung Blindgängerräumung in der Hamburger Baubehörde. Zur Bombenortung unter Wasser entwickelte er eine neuartige Methode, in dem er sich eines Spülmagneten bediente. Dazu ließ er unter anderem ein ausgedientes Landungsboot der Bundesmarine zum Magnetbergungsschiff „Wilhelm Westermann“ umbauen. 1974 trat er im Rang eines Oberbaurats in den Ruhestand.
Während seiner 42 Berufsjahre hat er über 2500 Bomben entschärft.

## Ehrungen
- 1951: Verdienstkreuz am Bande der Bundesrepublik Deutschland[6]
- 1953: Verdienstkreuz 1. Klasse der Bundesrepublik Deutschland
- 1972: Ehrenurkunde des Senats anlässlich seines 40-jährigen Dienstjubiläums